# Boeing C-97 Stratofreighter
Boeing C-97 Stratofreighter, Model 367 byl americký vysokolétající vojenský transportní letoun, který byl vyvinut z bombardérů B-29 a B-50 Superfortress. Vývojové práce na letounu začaly v průběhu druhé světové války. První vzlet uskutečnil poprvé v roce 1944. Letoun nesloužil jen jako transportní, ale vznikla i jeho civilní varianta označovaná Boeing 377 Stratocruiser, uplatnil se také jako letecký tanker KC-97.
C-97 byl vybaven vestavěnou rampou a vnitřním jeřábem o jeho obsluhu se staralo pět členů posádky a mohl přepravit až 134 vojáků nebo 83 pacientů se čtyřmi ošetřovateli.
Vzniklo 888 letounů z čehož 816 bylo postaveno jako tankovací letouny KC-97.

## Vznik a vývoj

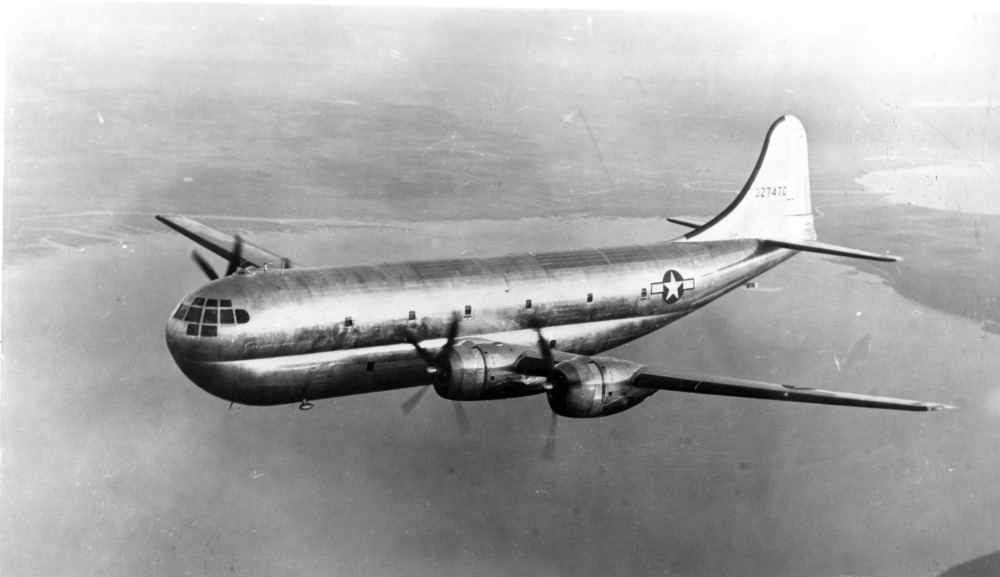
První prototyp XC-97 (43-27470)

Práce na letounu začaly během roku 1942. Konstrukce letounu navázala na bombardovací letoun B-29. První let prototypu XC-97 43-27470 se uskutečnil 9. listopadu 1944 s pilotem Albert Elliott Merrillem a John Bernard Fornaserem. Bylo objednáno 10 letounů YC-97 určených pro testování, první z nich vzlétl poprvé v roce 1947. Přibližně ve stejné době vznikal také bombardovací letoun B-50, což byla modernizovaná varianta letounu B-29 a letoun C-97 využil některé prvky z letounu B-50.
Produkční verze C-97A vzlétla poprvé v roce 1949 a byla objednána US  Military Transport Service v množství 50 kusů.

## Nasazení

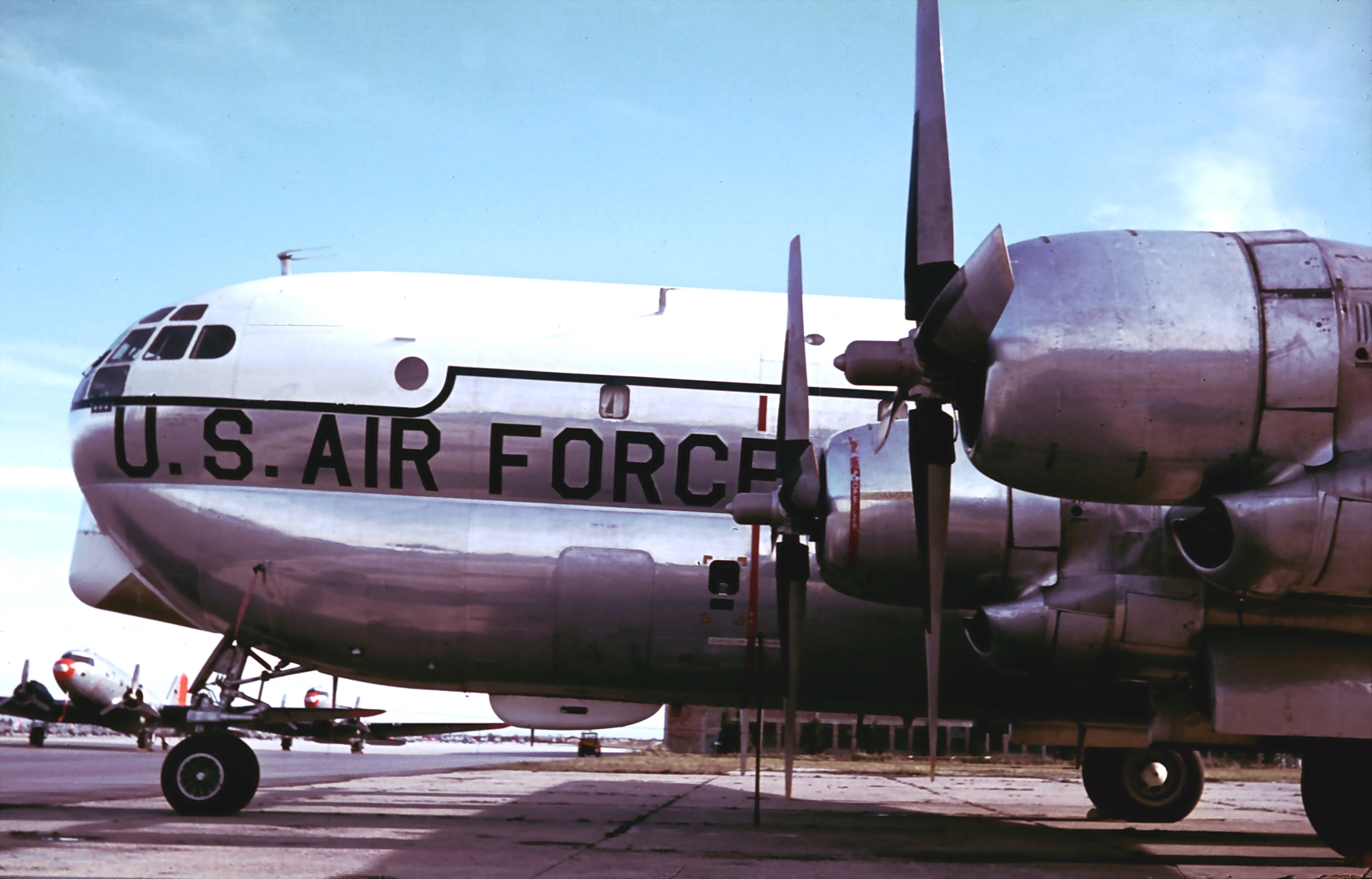
Boeing C-97G Stratofreighter ve Fürstenfeldbrucku v roce 1966

Vývoj letounu probíhal během 2. světové války do níž se, ale nestihl dokončit a letoun tak během ní nasazen nebyl. Jeden předsériový letoun YC-97 byl využit při operaci Vittles, kdy zajišťoval přepravu materiálu do Berlína, při jeho blokádě během let 1948 až 1949.
Dalšího nasazení se dočkal během válek v Koreji a ve Vietnamu.

## Konstrukce
Letoun C-97 vycházel z bombardéru B-29, jednalo se o celokovový středoplošník s přímým křídlem a jednou svislou ocasní plochou. Trup letounu měl tvar válce do nějž byl z vrchu vložen další válec o větším průměru. Byl vybaven zatahovacím podvozkem příďového typu. Náklad bylo možné do letounu naložit přes zadní rampu, která byla krytá dvojicí dveří na spodní části letounu.

## Varianty
- XC-97 – vyrobeny 3 prototypy

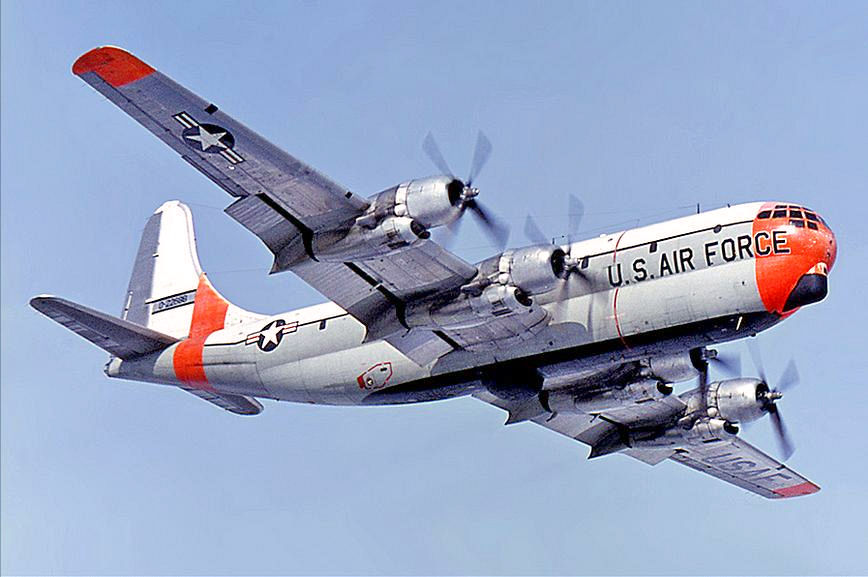
C-97G Stratofreighter za letu

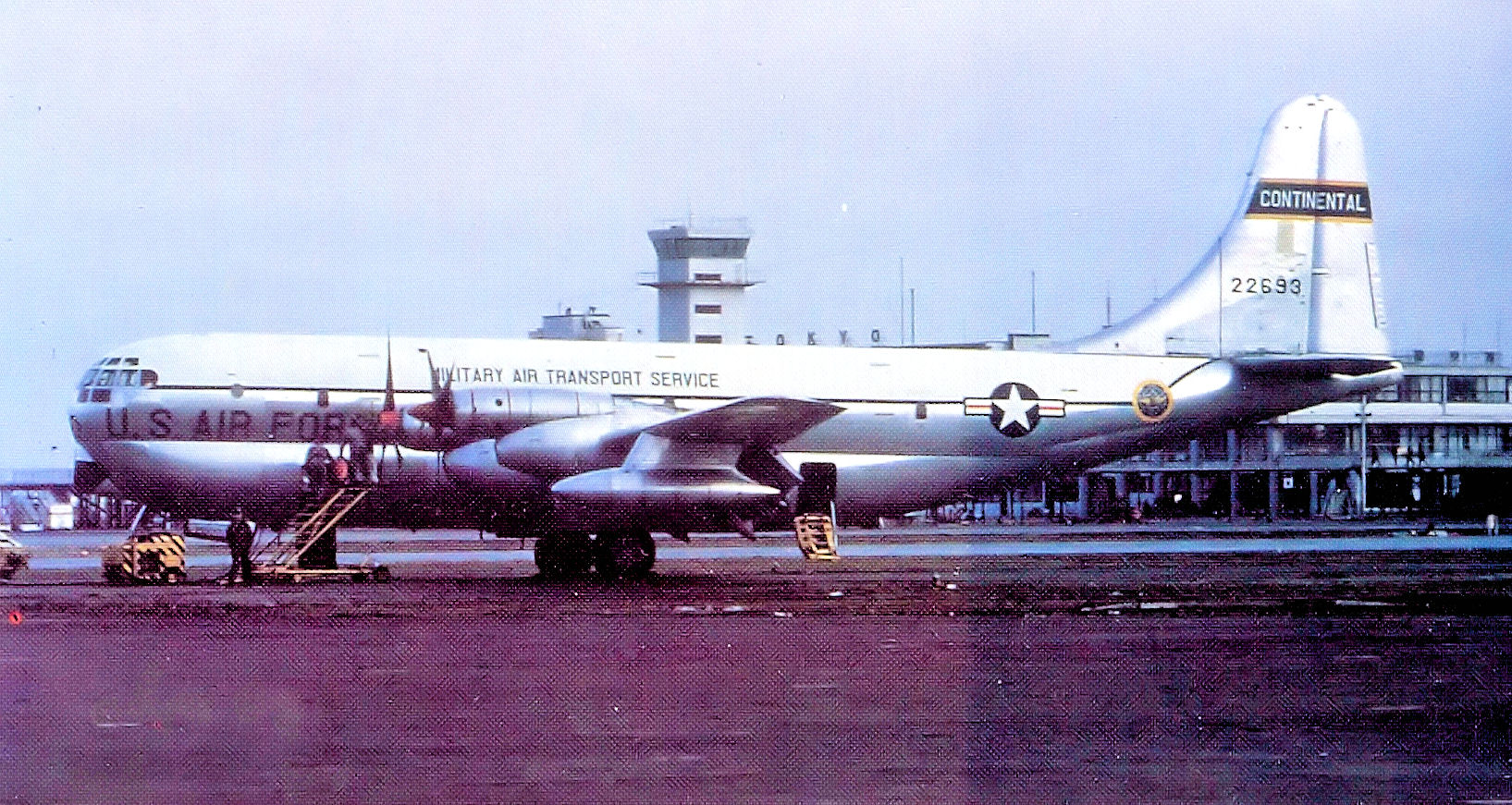
YC-97J Stratofreighter

- YC-97 – nákladní dopravní letoun určený pro testování, měl oproti XC-97 vyšší kapacitu paliva, vyšší ocasní plochu a využíval novou hliníkovou slitinu v konstrukci[2]
- YC-97A – transportní letoun, postaveny 3 ks
- YC-97B – vybaven sedadly ve stylu dopravního letadla, později přeznačen na C-97B, později na C-97D
- C-97A – měla vyšší vertikální ocasní plochu z letounu B-50[1]
- C-97C – 14 modifikovaných letounů C-97A pro evakuační účely
- KC-97A – 3 letouny C-97A, které Boeing vybavil systémem pro doplňování paliva[2]
- VC-97D – létající velitelské stanoviště, 3 ks pro Strategic Air Command[2]
- C-97E – přestavba tankovacích letounů KC-79E na transportní
- KC-97E – první produkční verze tankovací varianty
- C-97F –  přestavba tankovacích letounů KC-79F na transportní
- KC-97F – verze s motory R-4360-59B
- C-97G – KC-97G přeměněné na transportní letoun
- EC-97G – verze pro elektronický průzkum,[6] provozována CIA
- KC-97G – transportní a tankovací varianta
- GKC-97G – uzemněné KC-79G
- JKC-97G – upraven pro zkoušení motorů General Electric J47-GE-23
- HC-97G – KC-79G přestavěný pro pátrací a záchranné akce[7]
- YC-97J – KC-97G s turbovrtulovými motory Pratt & Whitney YT34-P-5
- C-97K – přestavba KC-97G na transportní letouny
- KC-97L – KC-57G vybavené proudovými motory J47 na pylonech pod křídly

## Uživatelé

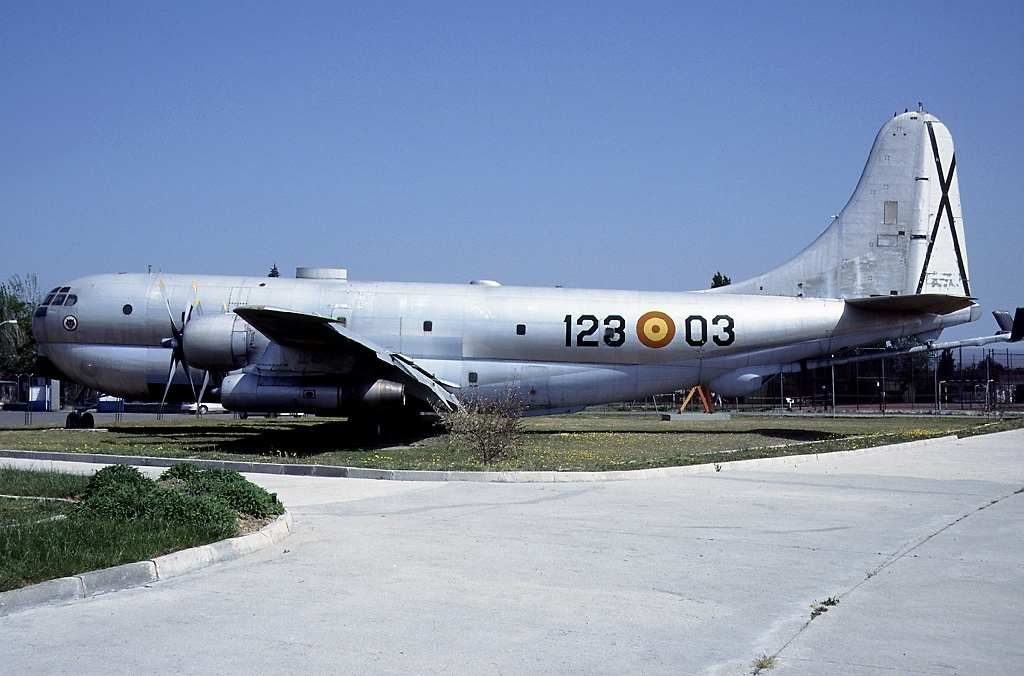
Španělský letoun Boeing KC-97L Stratofreighter

### Vojenští uživatelé
- – Izraelské vojenské letectvo[8]
- – Letectvo Spojených států amerických
- – Španělské letectvo

### Civilní uživatelé
- Balair (nyní součást Swissair)[9]
- Berlin Airlift Historical Foundation – 1× letuschopný Boeing C-97G Stratofreighter[10]
- Foundation for Airborne Relief[11][12]
- Hawkins & Powers Aviation[13]

## Specifikace (C-97A)

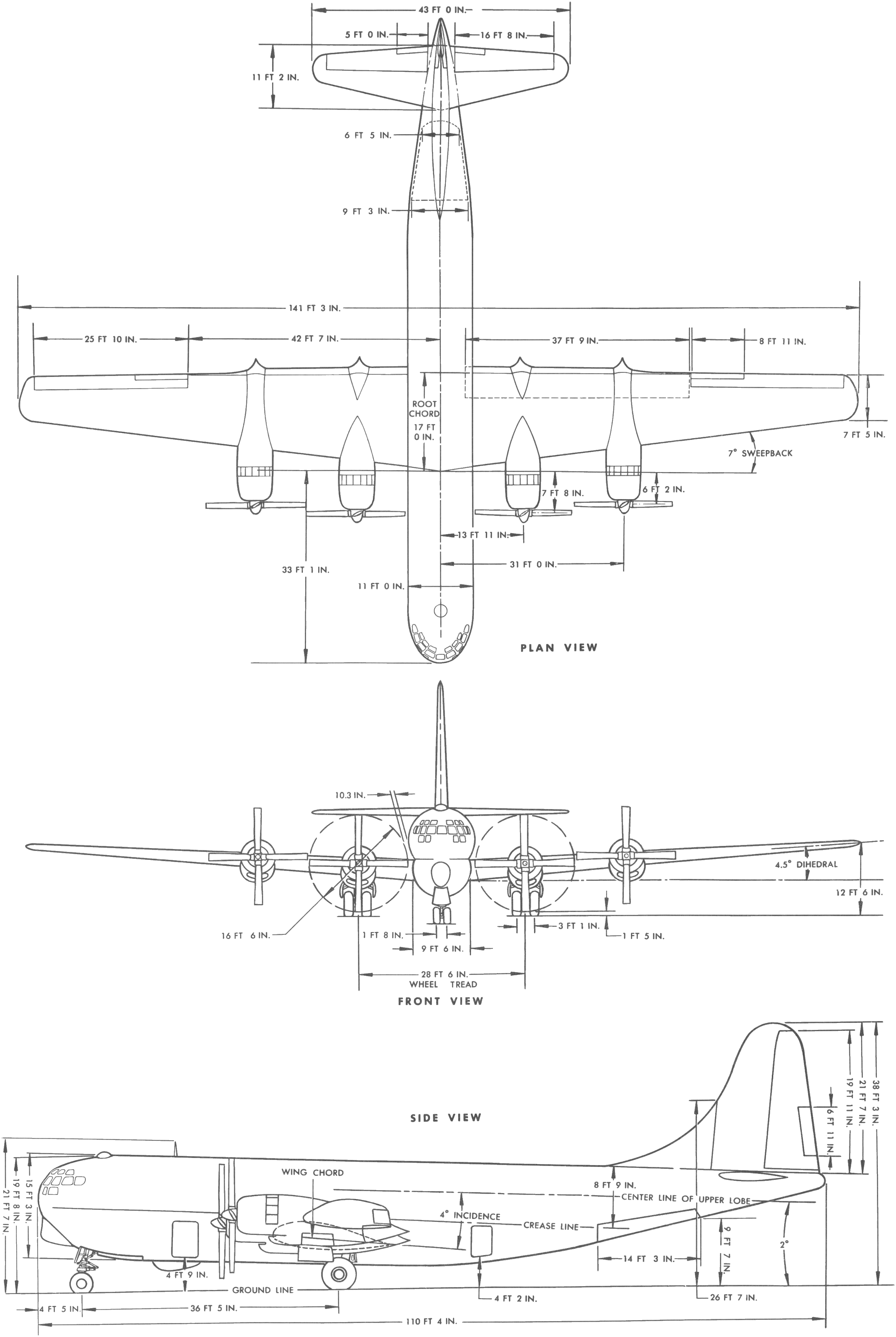
Třípohledový nákres C-97

Údaje dle

### Technické údaje
- Posádka: 4
- Kapacita:  134 vojáků nebo 69 nosítek s raněnými
- Užitečný náklad: 52 800 lb (23 900 kg)
- Rozpětí: 141 ft 3 in (43,05 m)
- Délka: 110 ft 4 in (33,63 m)
- Výška:
- Nosná plocha: 1 734 sq ft (161,1 m2)
- Plošné zatížení:
- Prázdná hmotnost: 82 500 lb (37 400 kg)
- Max. vzletová hmotnost: 175 000 lb (79 000 kg)
- Pohonná jednotka: 4 × čtyřhvězdicový motor Pratt & Whitney R-4360-59B Wasp Major
- Výkon pohonné jednotky: 4 × 3 500 hp (2 600 kW)

### Výkony
- Cestovní rychlost: 300 mph (480 km/h)
- Maximální rychlost: 375 mph (604 km/h)
- Dolet: 4 300 mi (6 900 km)
- Dostup: 30 200 ft (9 200 m)
- Stoupavost: